# Louis de Fraguier
Le marquis Louis de Fraguier (né Marie Louis Ernest Edmond de Fraguier le 11 octobre 1882 à Paris où il est mort le 13 octobre 1971) un animateur de cercles politico-mondains de droite (les Affinités françaises et la Maison des producteurs) dans l'entre-deux-guerres.

## Biographie
Issu d'une ancienne famille de la noblesse parisienne, il est le fils du comte Marie Joseph Amédée de Fraguier  et de Marie Thérèse Adèle Clémentine Perrot de Chezelles, fille d'un vice-président au tribunal de la Seine. Il épouse en décembre 1923 Marie Elisabeth Émilie Hély d'Oissel, fille d'Étienne Hély d'Oissel, vice-président de Saint-Gobain, et est de ce fait apparenté aux familles de l'aristocratie et de la haute-bourgeoisie Roederer et Darcy. Saint-Cyrien et licencié en droit, il a combattu pendant la Première Guerre mondiale comme lieutenant puis capitaine (1915) au 3e régiment de hussards. Blessé par un éclat d'obus à la cheville gauche en avril 1918, il est invalide de guerre (amputé de la jambe gauche au tiers moyen), titulaire de la croix de guerre avec palme, chevalier de la Légion d'honneur à titre militaire (1918). 
Il fait partie du « monde parisien », est membre du Nouveau cercle (1918), du Jockey Club de Paris (1921), de l'Automobile Club de France (1936). Il est membre du comité en 1933 de la très aristocratique Société d'encouragement à l'élevage du cheval français, commissaire à sa commission du programme. Il a représenté en 1936 le duc de Guise, prétendant orléaniste au trône de France, à un mariage aristocratique.
Il est candidat sans succès aux élections municipales à Paris dans le XVIe arrondissement en 1925, comme candidat de la Fédération républicaine de la Seine, « candidat de défense nationale et d'ordre public, (...) prêt à soutenir tout pouvoir fort, mais limité à ses fonctions essentielles et temporelles ». Il est membre du comité directeur de l'Union antimaçonnique de France à sa fondation en 1935, aux côtés de parlementaires (Georges Cousin, René Dommange, Philippe Henriot, Xavier Vallat, Gustave Gautherot, etc.), de Pierre Loyer, Robert Vallery-Radot, Lucien Souchon, etc., que l'on retrouve aux dîners des Affinités françaises, et membre du comité d'honneur en 1938 de l'Association pour la reconstruction des sanctuaires, hôpitaux et orphelinats d'Espagne, durant la Guerre d'Espagne, aux côtés d'un aréopage d'Académiciens, d'aristocrates, d'hommes politiques de droite, de généraux, dont la plupart se retrouvent aussi aux dîners des Affinités françaises. Il préside et anime les "Affinités françaises" et est administrateur-délégué de la Maison des producteurs.  Sous le régime de Vichy, il est promu officier de la Légion d'honneur en 1943. Bibliophile, il publie la généalogie de sa famille en 1963.

## Cercle des Affinités françaises
Fondé vers 1927, ce cercle organise des dîners mensuels dans des restaurants parisiens, souvent dans les salons du restaurant Laurent, avenue Gabriel. Ils sont présidés par un invité d'honneur, qui présente un conférencier. Ce cercle entend « organiser des contacts entre des hommes appartenant à l’élite de la politique, du journalisme, des Facultés, et à celle des grandes affaires ». Prend part en effet en effet à ces dîners le monde des "nationaux" de l'entre-deux-guerres: hommes politiques, universitaires, généraux, patrons, etc. D'où cette description savoureuse d'un de ses convives: « Ce mess ambulant d'industriels, d'hommes de lettres, de gens du monde, où, sous la sauce tartare, le turbot demeurait résolument conservateur ».  
Sont intervenus, comme conférenciers et/ou présidents: des Académiciens, tels Abel Bonnard, Léon Bérard (juin 1928, décembre 1929, mars 1936), André Chaumeix (1933), Henry Bordeaux (décembre 1934). Des intellectuels: André Maurois (mars 1931), Edmond Vermeil, Maurice Pernot (1931, 1937), André Siegfried (décembre 1930 ), Bernard Faÿ (1931, 1933 et 1937), René Gillouin, Pierre Gaxotte, René Benjamin (1939). Des hommes politiques de droite: Louis Marin (novembre 1929), Georges Pernot (1933), Philippe Henriot (1933), René Dommange (février 1934), Gaston Le Provost de Launay (février 1934, juin 1938, 1939), Fernand Wiedemann-Goiran (1936), le colonel Jean Ferrandi, conseiller municipal de Paris (1934), le sénateur Henry Lémery (février 1933)). Des généraux: le maréchal Hubert Lyautey (1929), qui a assisté à d'autres dîners (1931, 1933), le général Henri Albert Niessel, qui évoque le 6 février 1934, le général Maxime Weygand (mai 1936, novembre 1937)), le général Duval (1934).
Mais aussi d'autres personnalités comme Raphaël Alibert (1929, 1933 et 1935), Henry du Moulin de Labarthète (février 1937), des publicistes comme  Max Hermant, Pierre Lyautey (mars 1939), Jacques Bardoux ), François Legueu (1935), Claude-Joseph Gignoux (1934), des militants antimaçons comme Pierre Loyer, directeur de la Revue internationale des sociétés secrètes, des instituteurs "nationaux" tel Serge Jeanneret (1934), des journalistes politiques comme Lucien Romier, ou le journaliste alsacien Paul Bourson (1929), des syndicalistes du monde agricole comme Jacques Le Roy Ladurie (1934), etc.
Ont assisté à ces dîners: outre les précités, des parlementaires comme Xavier Vallat (1932), les marquis de la Ferronnays et de Juigné, Louis Nicolle, Désiré Ferry, Guy de Wendel, Joseph Denais, etc. Ainsi que François Le Grix, directeur de La Revue hebdomadaire, qui soutient le cercle et publie parfois ses conférences, le professeur de droit Achille Mestre, le comte de Saint-Aulaire, ancien ambassadeur, qui collabore au Figaro, des patrons tel Eugène Mathon (décembre 1933), des aristocrates, des généraux (Brécard, Lavigne-Delville, de Gondrecourt et Paris), des publicistes et journalistes (Georges Dovime, Gaëtan Sanvoisin, etc.), etc. 
Henry du Moulin de Labarthète, futur directeur du cabinet civil de Pétain en 1940, y aurait croisé en 1937 le général Charles Brécard, futur directeur du cabinet militaire du maréchal. Brécard y aurait entraîné Philippe Pétain. 
Les thèmes abordés couvrent l'éducation, la politique, les affaires internationales, et notamment l'Allemagne (conférences d'Edmond Vermeil en 1932, de René Gillouin en 1933, de Max Hermant sur le "paganisme hitlérien" en 1936, présidée par Weygand, qui mettent en garde contre le danger allemand) et l'Italie. Celles sur la politique française évoquent la crise du régime. Philippe Henriot présenta en décembre 1933 un « véritable réquisitoire contre le parlement tel qu’il est pratiqué aujourd’hui et contre les députés ». Le Provost de Launay y prononça au lendemain du 6 février un éloge de « cette soudaine et magnifique réaction française », un appel à l’union des ligues et à l’installation d’un « régime d’autorité ». Concernant l'éducation, on y prône une éducation élitiste.

## Maison des producteurs
Le cercle est annoncé en janvier 1927 lors du 131e déjeuner-conférence de la revue Commerce et industrie: on prévoit l'équivalent d'un club britannique où pourraient se rencontrer industriels de Paris et de province, y jouir de commodités dans un « cadre agréable ». Ce cercle est fondé cette même année, déclaré à la Préfecture de police en novembre. Son fondateur et président est un industriel, Pierre Chaboche (1889-1953), de l'entreprise Chaboche et Cie, qui fabrique notamment les poêles "Salamandre". Chaboche est royaliste, membre de l'Action française; il a présidé après le départ de Georges Valois, à partir de novembre 1925, son Union des corporations françaises, qui préconise le corporatisme. Il rompt avec Charles Maurras vers 1930, dirige le périodique La prospérité nationale et fonde en septembre 1931 la Société française d'édition et de propagande, qui a son siège à la Maison des producteurs. On le trouve à des dîners des Affinités françaises. Il a d'ailleurs donné une conférence en juin 1928 sur la doctrine corporative, présidée par Léon Bérard. Il est aussi membre du comité directeur de l'Union antimaçonnique de France. Louis de Fraguier est administrateur-délégué au moins depuis janvier 1931 de la Maison des producteurs. 
Ce cercle, qui entend grouper les producteurs contre l'étatisme, réunir « une élite de personnalités et d'industriels » pour « s'entretenir de la défense des intérêts des producteurs français », organise des déjeuners ou des dîners-conférences, d'abord hebdomadaires, chaque jeudi, à l'Hôtel Lutetia puis au siège de la Maison des producteurs (16, rue Halévy puis 47, boulevard Haussmann) puis mensuels, et enfin plus irréguliers semble-t-il, dans un hôtel de l'avenue de l'Opéra. Ils fonctionnent selon le même principe que les dîners des Affinités françaises, avec un président invité et un conférencier, qui donne sa conférence au dessert. Sont présidents ou conférenciers des hommes d'affaires, des journalistes, des diplomates et des parlementaires, tel Louis Marin en 1933. Ils fusionnent avec les dîners des Affinités françaises. 
À partir de 1936, des conférences critiquent le Front populaire, telle celle présidée par Pierre Loyer, et donnée par un patron, Jules Verger, en 1937, contre le Front populaire, la CGT et en faveur du droit de propriété, de l'organisation des professions et de la collaboration des classes, à laquelle assistent les députés Joseph Denais, Dommange, Wiedemann-Goiran, le général Weygand. Ou celle de l'armateur Jean Fraissinet la même année, vent debout contre « l'offensive moscoutaire » et pour la défense du capitalisme.

## Sources
- Jérôme Cotillon,Raphaël Alibert: juriste engagé et homme d'influence à Vichy, Economica, 2009, p. 47 et 99
- Bénédicte Vergez-Chaignon, Pétain, Perrin, 2014, p. 262
- Tal Bruttmann, La France antijuive de 1936, Équateurs, 2006, p. 147
- Marquis Louis de Fraguier, Une famille parisienne, Paris, 1963, préfacé par le duc Antoine de Lévis-Mirepoix: compte-rendu dans la "Bibliothèque de l'école des chartes", 1964, sur Persée